# チャンピオンヒルの戦い
チャンピオンヒルの戦い（チャンピオンヒルのたたかい、英:Battle of Champion Hill、あるいはベイカーズクリークの戦い、英:Battle of Bakers Creek）は、南北戦争ビックスバーグ方面作戦中の1863年5月16日に起こった、作戦の転回点となった戦闘である。北軍の指揮官ユリシーズ・グラント少将のテネシー軍が、撤退しつつあった南軍ジョン・C・ペンバートン中将の部隊を追撃し、ビックスバーグの東20マイル (32 km)の地点で打ち破り、その後の必然となったビックスバーグの包囲戦と降伏に繋げた。

## 背景
5月14日に北軍がジャクソンを占領したことに続き、南軍も北軍もその後の作戦を立てた。ミシシッピ州の全南軍を指揮するジョセフ・ジョンストン将軍はその軍隊大半を率いてキャントン道路を撤退したが、3個師団（約23,000名）を率いていたペンバートン中将にはエドワーズ駅を離れてクリントンで北軍を攻撃するよう命令した。ペンバートンとその部下の将軍達はジョンストンの作戦が危険なものであると考え、その代わりにグランド湾からレイモンドに移動している北軍の補給部隊を攻撃することにした。しかし、5月16日、ペンバートンはジョンストンからその前の指示を繰り返す命令をまた受け取った。ペンバートンは既に補給部隊の追跡を始めており、レイモンド・エドワーズ道路の上にあって、その後衛はチャンピオンヒルの頂上から3分の1マイル (500 m)南の交差点にいた。かくしてペンバートンは反転を命じ、その後衛は多くの物資用荷馬車が含まれていたものが軍隊の先頭に立った。

## 戦闘

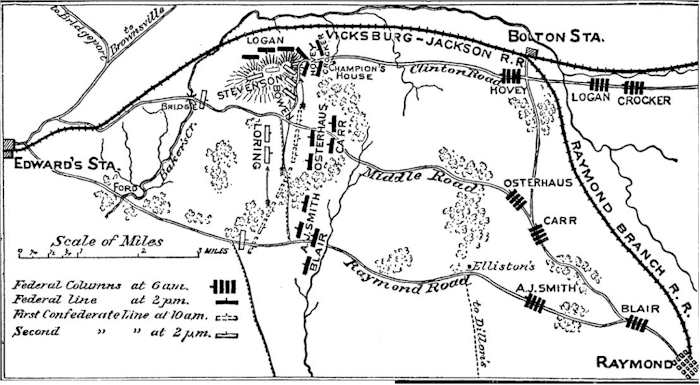
南北戦争の方面作戦: ミシシッピ川の地図、by Francis Vinton Greene、1882年作成

5月16日午前7時頃、北軍が南軍と交戦し、チャンピオンヒルの戦いが始まった。ペンバートン軍はジャクソンクリークを見下ろす尾根の頂部に沿って南西から北東まで全長3マイル (5 km)に及ぶ防御線を張った。グラントはその『個人的自叙伝』の中で「...ペンバートンが我が軍の攻撃を受けるために選んだ場所は、偶然にしろ企んだものにしろ、うまく選んでいた。そこは地域では一番高い位置であり、あたり一帯を見下ろしていた」と書いた。
ペンバートンは北軍の3部隊のうちの1つがジャクソン道路を進んで、チャンピオンヒルの防御のない左側面に向かっていることに気付かなかった。ペンバートンは防御のためにスティーブン・D・リー准将のアラバマ旅団をチャンピオンヒルの頂上に配置し、そこからは報告されていた北軍が交差点の方向に向かってくるのを監視できた。リーは北軍を認め、北軍もリーの存在を確認した。もしこの部隊の動きを止められなければ、南軍は基地とするビックスバーグから切り離されてしまうはずだった。ペンバートンは北軍の動きから危険を察知し、その左側面に部隊を送った。チャンピオンハウスにいた北軍が行動に移り、大砲を据えて砲撃を始めた。
グラントは午前10時頃チャンピオンヒルに到着し、攻撃開始を命令した。ジョン・A・マクラーナンドの第13軍団は左翼で攻撃し、ジェイムズ・マクファーソンの第17軍団が右翼を受け持った。ウィリアム・シャーマンの第15軍団はかなり後方にあり、ジャクソンを出発したところだった。午前11時半までに北軍は南軍の主要前線と向かい合い、午後1時頃、南軍のカーター・L・スティーブンソン師団の部隊が列を乱して退いたことから頂上を占領した。マクファーソンの軍団が前進して交差点を占領し、南軍の逃走路であるジャクソン道路を閉ざした。南軍ジョン・S・ボーワーの師団がスティーブンソンを支援して反撃し、北軍をチャンピオンヒルの頂部を越えて押し返したが、そこで止まった。しかし、南軍はその陣地を守るだけの勢力ではなかったので、ペンバートンがウィリアム・W・ローリングに前線の南側から部隊を派遣して丘を補強するよう指示した（南側はマクラーナンドの効果の少ない攻撃に対してほんの少し交戦していただけだった）が、ローリングは目前に強力な敵部隊がいると言ってその命令を拒否した。

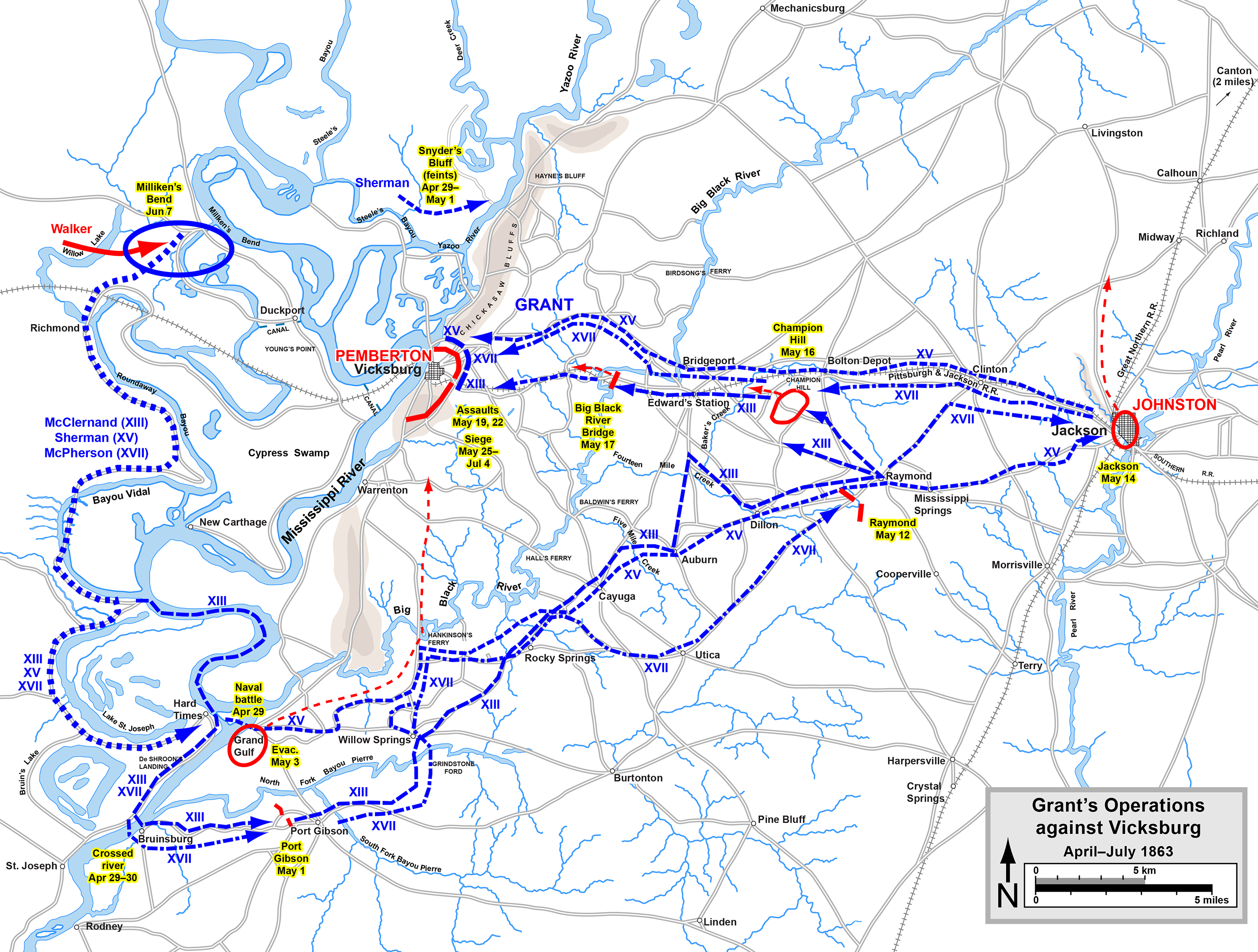
グラントのビックスバーグに対する作戦
南軍
北軍

続いてグラント軍が反撃し、クリントンからボルトンを通って到着したばかりの部隊を投入した。ペンバートンの部隊はこの攻撃に耐えられず、唯一残っていたベイカーズクリークを渡るレイモンド道路を通って後退するよう命じた。この時までに、ローリングはペンバートンの指示に従って行軍を始めていたが、回り道をすることで戦闘は回避していた。ロイド・ティルマンの旅団が後衛を務め、砲撃の犠牲になったティルマンを含め大きな損失を出した。午後遅く、北軍はベイカーズクリーク橋を確保し、夜半までにエドワーズを占領した。南軍は後退してビックスバーグを背にしたビッグブラック川で防御線を張った。翌日ビッグブラック川橋の戦いが起こり、これがペンバートンにとっては最後の脱出機会となった。

## 戦闘の後
チャンピオンヒルは流血が多かったが北軍の決定的勝利だった。グラントはその『個人的自叙伝』の中で「戦闘は激しかったが、ある者はその敵が千人単位で、あるいはもっと冷静であれば万人単位で薙ぎ倒されるのをみることができた。しかし、戦闘後、これらの現場は苦痛を伴い、友として敵の苦しみを和らげるようにするのも自然なことである。」と述べた。
グラントはそのライバルであるマクラーナンドの戦闘精神の無さを批判し、マクラーナンドがペンバートン全軍を倒さず捕虜にしなかったことに不満だった。北軍の左翼（南側）にいたマクラーナンド軍団の損失は少なかった。右翼のマクファーソンの軍団は北軍の損失約2,500名の大半を占めていた。南軍の損失は約3,800名となった。その実質的な損失の中には、ジャクソンのジョセフ・ジョンストン軍に加わるために戦列を離れてしまったローリング師団の大半が含まれていた。

## 戦場跡の保存

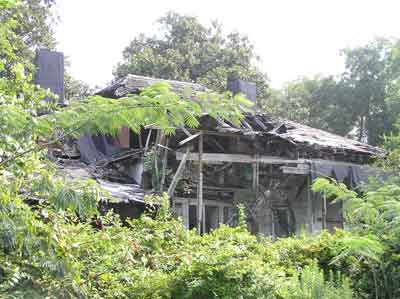
コーカー・ハウスの廃墟

戦場跡の不連続な場所、総計で800エーカー (3.2 km2)はミシシッピ州が所有している。これらの資産は将来ビックスバーグ国立軍事公園に含めるために保持されている。コーカー・ハウスがチャンピオンヒル戦場の南に隣接して建っている。これは北軍が病院として使ったものであり、北軍は出立するときにこの家やプランテーションの倉庫を広範に略奪して行った。玄関ドアや脇柱の縦弾痕やコーカー・ハウス西面の砲弾穴はチャンピオンヒルの戦いの証拠として残っている。1985年、この歴史資産はジャクソン南北戦争円卓会議に寄付され、後にミシシッピ州文書保管および歴史局に譲渡された。現在この家は廃墟になっており、チャンピオンヒル戦場跡の将来も不確かである。戦場の中心数千エーカーは個人に所有されており、南北戦争諮問委員会のランク付けはII.1.Class A（包括的保存の可能性、良好な完全性、脅威小）となっている。
南北戦争保存信託は保存地役権によって戦場の144エーカー (0.58 km2)を保存することができてきた。